# Ōkawa, Fukuoka
Ōkawa (japanska: 大川市?, Ōkawa-shi) är en stad i Fukuoka prefektur i Japan. Staden fick stadsrättigheter 1954.